# Muhd Azeem Fahmi
Muhammad Azeem bin Mohd Fahmi (* 29. April 2004 in Teluk Intan) ist ein malaysischer Leichtathlet, der sich auf den Sprint spezialisiert hat. Er ist aktueller Inhaber des Landesrekordes im 100-Meter-Lauf.

## Frühes Leben und Ausbildung
Muhd Azeem Fahmi wurde am 29. April 2004 in Teluk Intan, Perak, als Sohn von Fahmi Tajuid und Norazah Ibrahim geboren. Azeem erreichte in seinen SPM-Prüfungen 6 A's. Im Januar 2023 zog Azeem in die USA, um sein Studium der Bewegungsphysiologie und Kinesiologie an der Auburn University, Alabama, fortzusetzen. Seit seinem Wechsel trainiert er unter dem simbabwischen Trainer Ken Harnden.

## Sportliche Laufbahn
Erste internationale Erfahrungen sammelte Muhd Azeem Fahmi im Jahr 2022, als er bei den Südostasienspielen in Hanoi mit der malaysischen 4-mal-100-Meter-Staffel mit neuem Landesrekord von 39,09 s die Silbermedaille hinter dem Team aus Thailand gewann. Im August belegte er bei den U20-Weltmeisterschaften in Cali in 10,14 s den fünften Platz im 100-Meter-Lauf und stellte im Vorlauf mit 10,09 s einen neuen malaysischen Landesrekord auf. Zudem schied er über 200 Meter mit 20,97 s im Halbfinale aus. Daraufhin begann er ein Studium an der Auburn University in den Vereinigten Staaten und im Jahr darauf gelangte er bei den Asienmeisterschaften in Bangkok mit 39,17 s auf Rang sechs im Staffelbewerb. Zudem belegte er in 10,25 s den fünften Platz über 100 Meter. Im August schied er bei den Weltmeisterschaften in Budapest mit 10,26 s im Vorlauf aus und im Oktober gewann er bei den Asienspielen in Hangzhou in 10,11 s die Bronzemedaille hinter dem Chinesen Xie Zhenye und Puripol Boonson aus Thailand. Zudem wurde er mit der Staffel im Vorlauf disqualifiziert. 2024 wurde er NCAA-Collegemeister in der 4-mal-100-Meter-Staffel und im August nahm er an den Olympischen Sommerspielen in Paris teil und schied dort mit 10,45 s in der ersten Runde über 100 Meter aus.
2025 wurde er erneut NCAA-Collegemeister in der 4-mal-100-Meter-Staffel. Anschließend belegte er bei den World University Games in Bochum in 10,35 s den vierten Platz über 100 Meter und schied über 200 Meter mit 21,51 s im Halbfinale aus. Zudem belegte er mit der 4-mal-100-Meter-Staffel in 40,19 s den achten Platz.
2022 wurde Muhammed Azeem malaysischer Meister im 200-Meter-Lauf.

## Persönliche Bestleistungen
- 100 Meter: 10,09 s (+0,8 m/s), 2. Aug 2022 in Cali (malaysischer Rekord)
  - 60-Meter-Lauf (Halle): 6,56 s, 1. März 2025 in College Station (malaysischer Rekord)
- 200 Meter: 20,79 s (+0,1 m/s), 4. April 2025 in Gainesville